# 西周文公
西周文公，又稱西周君，姓姬，是战国西周國的君主之一，為西周國最後一任君主，承襲西周武公的政權。前256年，參與東方各國合縱伐秦，不勝，秦派兵攻西周國，西周君投降。同年，周赧王去世。
據《史記索隱·周本紀》，他為西周文公，為西周武公之子，即《史記·周本紀》及《戰國策·東周策》的公子咎。
| 前任： 父西周武公 | 战国西周國君主 ？－前256年 | 繼任： 無，亡國 |